# Alföldi Róbert

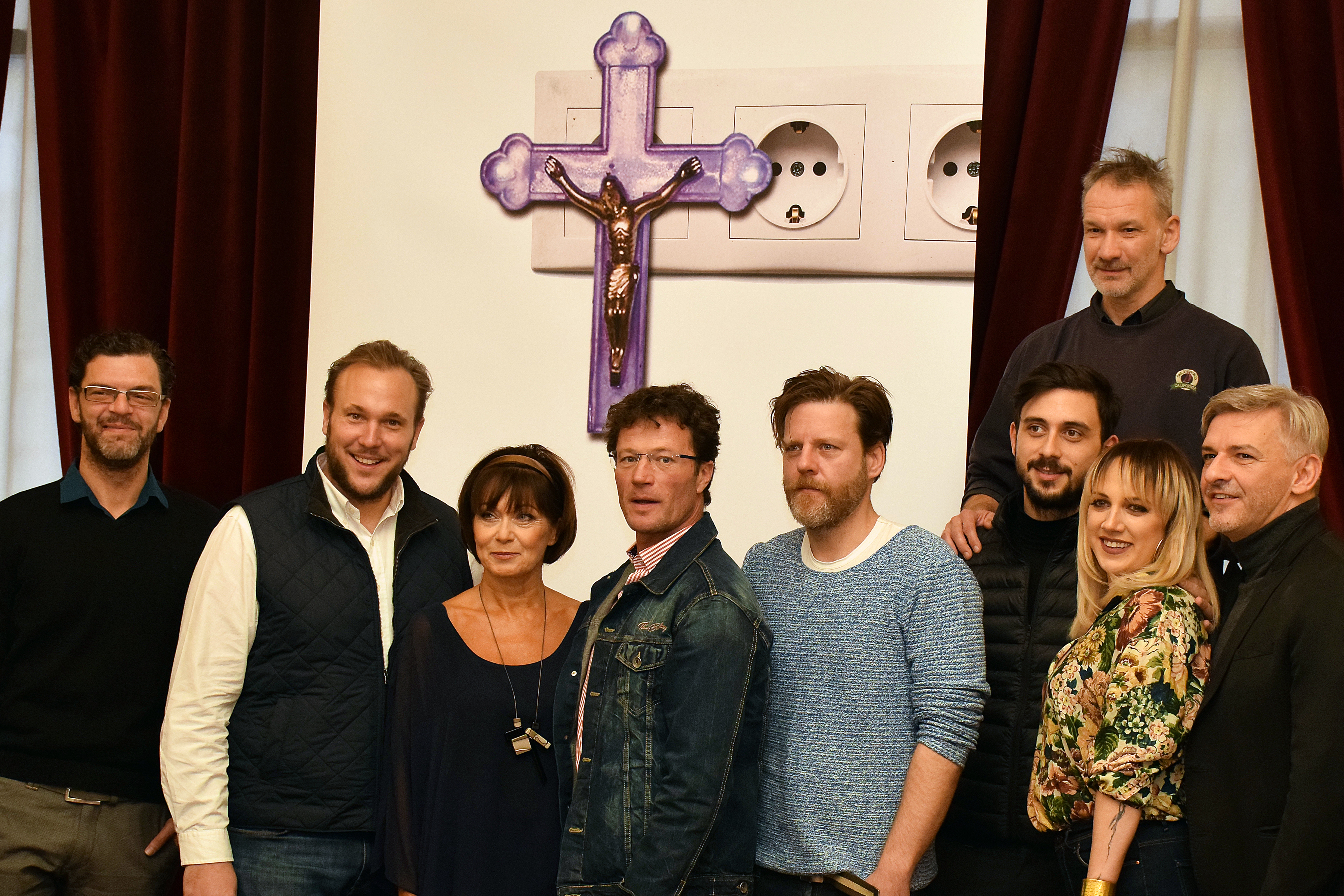
A Passio XXI alkotói a sajtótájékoztatón. Az előadást 2017. április 9-én láthatta a közönség a Budapest Sportarénában

Alföldi Róbert (Kalocsa, 1967. november 22. –) Jászai Mari-díjas magyar színész, rendező, a Halhatatlanok Társulatának örökös tagja, 2008 és 2013 között a Nemzeti Színház igazgatója.

## Családja
Gyermekkorát Dunapatajon és Ordason töltötte. Édesanyja Vajda Ibolya, édesapja Alföldi Albert művelődésszervező, 1965-től 1990-ig MSZMP-s, 1990-től MSZP-s politikus, 1994–98 között országgyűlési képviselő, akivel 26 évesen találkozott először. Őt, öccsét, Szabolcsot és húgát, Ibolyát édesanyja és nagyanyja nevelte. Rajtuk kívül még három féltestvére van: Albert (1964), Angéla (1968) és Aliz (1971).
Apai nagyapja, Alföldi Károly (1904–1985) zsidó származású gazdatiszt, kereskedelmi főosztályvezető, apai nagyanyja Vígh Veronika írástudatlan uradalmi cseléd volt.

## Élete
Zenei általános iskolába járt, hegedülni és zongorázni is tanult. Már kiskorában elhatározta, hogy színész lesz, ezért is döntött úgy, hogy a szentesi Horváth Mihály Gimnázium drámatagozatán folytatja a tanulmányait. Osztálytársa volt többek között Beviz Márta, Náray Erika, Börcsök Enikő és Piti Attila. A gimnázium elvégzése után elsőre felvették a Színház- és Filmművészeti Főiskola színész szakára, ahol tanulmányait egy év – akkoriban kötelező – sorkatonai szolgálat letöltése után, 1987-ben kezdte meg.
Horvai István és Kapás Dezső elismert színészpedagógusok osztályába került. Negyedéves korában népköztársasági ösztöndíjas lett. 1991-ben még főiskolásként eljátszotta Raszkolnyikovot (Dosztojevszkij: Bűn és bűnhődés) a veszprémi Petőfi Színházban, amivel azonnal felhívta magára a figyelmet.
1992-ben az ország legnagyobb prózai társulata, a Vígszínház szerződtette. Nem kerülték el a nagy szerepek: Rómeó (Shakespeare: Rómeó és Júlia), Ivan Karamazov (Dosztojevszkij: A Karamazov testvérek), Artúr (Mrożek: Tangó), Oscar Wilde (Kaufman: A nagy szemérmetlenség).
1995-ben kezdett el rendezni (Trisztán és Izolda – saját adaptáció) és már ezzel a munkájával nagy vihart kavart. Azóta folyamatosan rendez különböző magyar színházakban.
2000-ben úgy döntött, szabadúszó lett, és megvált a Vígszínház társulatától. 2006-ig volt szabadúszó, de a színészi és rendezői karrierjét ezután is töretlenül folytatta és ez az időszak hozta meg a televíziós szerepléseknek köszönhetően az országos ismertségét. 1998-tól 2002-ig az RTL Klub Jó Reggelt! (később Reggeli-Delelő) című műsorának egyik műsorvezetője volt, ami meghozta számára az országos népszerűséget. Azóta folyamatosan látható különböző televíziós csatornákon. Volt már önálló műsora, a Lucifer szerepelt kabaréban, a Magyar Televízióban egyórás beszélgetéseket készített hazánk legnagyobb színészeivel. Sokáig a Heti Hetes című műsorban szerepelt.
De nem csak a tévében interjúvolta meg színésztársait, havi rendszerességgel talkshow-t vezetett Artishowka címmel, az Articsóka Étterem színházában. Ezen felül továbbá az Alexandra Könyváruház Pódium termében, vasárnaponként egy-egy színházi embert lát vendégül egyórás beszélgetés erejéig.
Rendezői felkérést kapott a nyitrai Andrej Bagar Színháztól és a New York-i New York Theatre Workshoptól, a portlandi Városi Színháztól (USA), valamint a prágai Divadlo Na zábradlítól.
Rendezései meghívást kapnak különböző nagy nemzetközi fesztiválokra (Szlovákia: 1996, 1997, 1998, 1999; Románia: 1998, 2000; Csehország: 1998, 1999).
2002 szeptemberében meghívták a belgrádi BITEF-re a nyitrai Hamlet előadását. 2003 novemberében, a Mezzo komolyzenei csatorna több ízben sugározta Charles Gounod Faust című operáját, mely elnyerte a hónap operája címet.
2006-ban a pekingi Shakespeare-fesztiválra kapott meghívást.

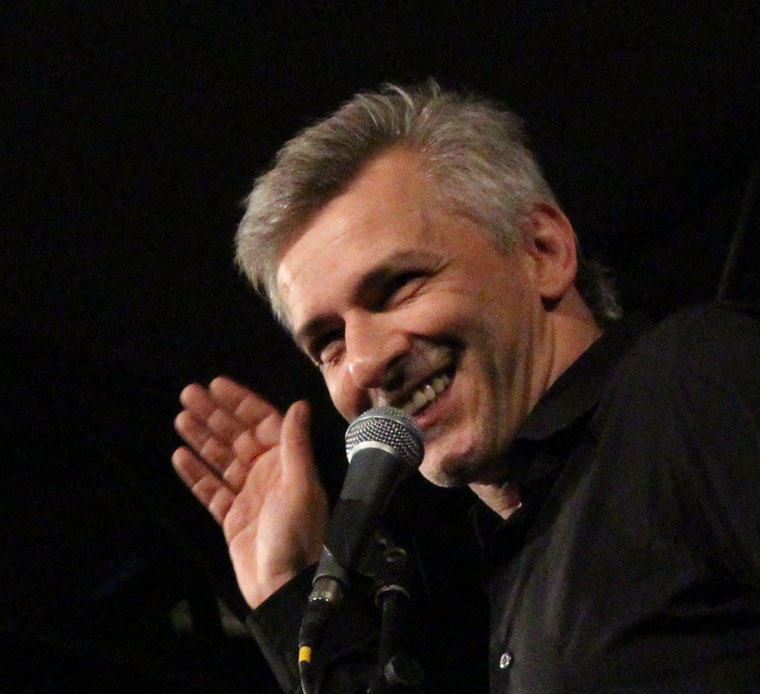
A Nemzeti Színház általa vezetett társulatának búcsúelőadásán (2013. június 30.)

Rendezőként már minden műfajban kipróbálta magát: rendezett musicalt az Operettszínházban, operettet Szegeden, operát Szegeden, Miskolcon, Budapesten, New Yorkban (USA), Versailles-ben (F), Bergenben (N), Plzeň-ben (CZ), bábjátékot a Budapest Bábszínházban, ír táncshow-t a Tháliában, divatbemutatót és videóklipet is.
Hobbija a festészet, első önálló kiállítása 1999-ben nyílt. Festményei olyan kelendőnek bizonyultak, hogy egészen 2005-ig minden évben egyéni kiállításon mutatta be őket.
2006. március 1-jétől 2008. február 28-áig a Bárka Színház igazgatója volt, 2008. július 1-jétől 2013. június 30-ig a Nemzeti Színház igazgatója. 
2007-ben felkérték A Társulat című szereposztó műsor zsűrijébe, ahol a művészeti vezető szerepét töltötte be.
A 2013-as X-Faktor egyik zsűritagjának kérték fel. A 2014-es, ötödik évadban is folytatja mentori munkáját. 2013. június 23-án a Mephisto című darabbal búcsúzott a Nemzeti Színház közönségétől, de a színházi rendezést nem hagyta abba a Vígszínházban a Danton halála című darabbal folytatja rendezői pályafutását. Ő volt a rendezője a sajátos stílusában előadott, a jubileumi 30. évfordulós István, a király rockoperának, melyet 2013 augusztusában három alkalommal is játszottak a hatalmas érdeklődésre tekintettel a Szegedi Szabadtéri Játékokon.

## Kritikák vele szemben
A rendezéseiben a téma által megkívánt esetekben alkalmazott meztelenséget és szexualitást bírálatok is érték. A horvátországi Fiuméban, az Ivan Zajcról elnevezett nemzeti színházban 2010 elején vendégként vitte színre Arisztophanész Lüszisztraté című komédiáját, ami történet a széles nyilvánosság előtt ismeretlen, ezért annak reklámkampánya számos negatív értelmezéshez vezetett. 
2010 novemberében az akkori, a felügyeleti szerv szerepét betöltő minisztérium támogatásávall a háta mögött szóbeli megállapodást kötött a Budapesti Román Kulturális Intézettel, melyben engedélyezte, hogy a román nemzeti ünnep előestéjén, november 30-án ünnepi megemlékezést tartsanak a Nemzeti Színházban, és bérbe vegyék a Nagytermet. (1918. december 1-jén kiáltotta ki a román nemzetgyűlés a megszállt Erdély egyesülését a Román Királysággal, ami azóta is ünnep Romániában.) Az engedélyt később visszavonta, mert több párt is tiltakozott ellene.
A Kuruc.info szélsőjobboldali weboldal több ízben felháborodásának adott hangot Alföldi művészetével kapcsolatban, így Petőfi Sándor János vitézének rendezése („Tündérország az Alföldi Róbert rendezte János vitézben egy zajos, büdös metrómegálló, ahol kurvák a tündérek, és boldogság sincsen.”): de nem tetszett Shakespeare Szentivánéji álmának „újrafogalmazása” sem (A park), és idéznek a Mudruczó Kornál által rendezett, és a Nemzeti Színházban 2008. szeptember 26-án 18+ életkori besorolással ellátott A Jég című darabbal kapcsolatban Molnár Gál Péter kritikájából is: „Az utolsó vacsorára utaló 13 színész játssza fegyelmezetten a cselekvéssorokat. A cselekmény során kettő kivételével mindnyájan ruhátlanul kínoztatnak meg. Közösülnek…” Mások a Madách Imre-féle Az ember tragédiájának Alföldi-rendezésében történő ( egyébként nem szereplő ) orális szexuális jelenetét tartották elfogadhatatlannak.

## Magánélete
Melegségéről nyíltan először az Alföldi Színháza – Öt nemzeti év című könyvben beszélt. Ebben kifejtette: „Nem saját érintettségem okán jelentek meg meleg szereplők vagy erről szóló darabok a Nemzeti Színház műsorán. Ennél azért nagyobb léptékben gondolkodom az életről is és a színházról is.”
A XIII. kerületben lévő otthonában mindig éltek vele háziállatok. Volt egy macskája is, Luca, de igazi kutyabarátként előbb Dorka, a bobtail és Sára, a talált erdélyi kopó, majd elvesztésük után Panka, 14 éven át, 2017 tavaszáig volt elválaszthatatlan társa.

## Szerepei

### Színház
- Kengyelfutó (Born Miklós: Betlehemes)
- Rendező (Hervé: Nebáncsvirág)
- Lala (Szép Ernő: Vőlegény)
- Valér (Molière: Tartuffe)
- Katonatiszt (Barta: Szerelem)
- Figaro (Beaumarchais: Figaro házassága, 1989)
- III. Richárd (Shakespeare: III. Richárd, 1989)
- Macbeth (Shakespeare: Macbeth, 1990)
- Raszkolnyikov (Dosztojevszkij: Bűn és bűnhődés, 1990)
- Szép Tivadar (Erdélyi Mihály: Vedd le a kalapod a honvéd előtt!)
- Puck (Shakespeare: Szentivánéji álom, 1991)
- Callimacco (Machiavelli: Mandragóra, 1991)
- Iván (Dosztojevszkij: A Karamazov testvérek, 1991, 1999)
- Rómeó (Shakespeare: Rómeó és Júlia, 1992)
- Romain Turnel (Feydeau: Bolha a fülbe, 1992)
- Aemilianus (Dürrenmatt: A nagy Romulus, 1992)
- Armand (Dumas: A kaméliás hölgy, 1993)
- Beljajev (Turgenyev: Egy hónap falun, 1993)
- Alfréd (Ödön von Horváth: Mesél a bécsi erdő, 1994)
- Edmund Tyronne (O’Neill: Utazás az éjszakába, 1994)
- Eckhart (Brecht: Baal, 1995)
- Tomazo de Piracguo (Middleton–Rowley: Átváltozások)
- Ladvenu (Shaw: Szent Johanna, 1995)
- Lvov Jevgenyij Konsztantinovics (Csehov: Ivanov, 1995)
- Andrej Bolkonszkij (Tolsztoj: Háború és béke, 1996)
- Artur (Mrożek: Tangó, 1997)
- Hayle tiszteletes (Miller: A salemi boszorkányok, 1998)
- Oscar Wilde (Kaufmann: A nagy szemérmetlenség, 1998)
- Gonzalo (Shakespeare: A vihar, 1999)
- Figaro (Beaumarchais: Figaro házassága, 2001)
- Happy (Miller: Az ügynök halála, 2000)
- Orin (O'Neill: Amerikai Elektra, 2000)
- Mozart (Schaffer: Amadeus, 2001)
- Bíberach (Katona: Bánk bán, 2001)
- Lucifer (Madách: Az ember tragédiája, 2002)
- Robbie (Ravenhill: Shopping and fucking, 2003)
- Saturnius (Shakespeare: Titus Andronicus, 2003)
- Ernst Ludwig (Masteroff–Kander és Ebb: Kabaré, 2003)
- Casanova (Ács: Casanova nuova, 2004)
- Jago (Shakespeare: Othello, 2005)
- Primadonna (Vörös: Sade márki 120 napja, 2005)
- Marcel (Trevis–Pinter: Az eltűnt idő nyomában, 2006)
- Roger De Bris (Brooks–Meehan: Producerek, 2006)
- Vernon Gersch (Neil Simon: Édeskettes hármasban, 2007)
- Trigorin (Csehov: Sirály, 2007)
- Bicska Maxi (Kurt Weill–Bertolt Brecht: Koldusopera, 2008)
- Cornwall (William Shakespeare: Lear király, 2010)
- Versinyin, Alekszandr Ignatyevics (Anton Pavlovics Csehov: Három nővér, 2010)
- Valmont (Heiner Müller: Kvartett, 2011)
- Prior Walter (Tony Kushner: Angyalok Amerikában, 2012)
- Welsh atya (Martin McDonagh: Vaknyugat, 2012)
- Jupiter (Heinrich von Kleist: Amphitryon, 2013)
- Sir Humphrey Appleby, kabinetfőnök (Jay–Lynn: Igenis, miniszterelnök úr!, 2013)
- Lewis professzor (Mark St. Germain: Az utolsó óra, 2013)
- Játékkészítő (Divinyi Réka: A Játékkészítő, 2014)[20]
- Higgins professzor (Shaw–Lerner–Loewe: My Fair Lady, 2016)
- Norrison bankigazgató (Molnár Ferenc: Egy, kettő, három, 2016)
- Malvolio (William Shakespeare: Vízkereszt, vagy amit akartok, 2017)
- III. RIchárd (William Shakespeare: III Richárd , 2018)
- Curtis Jackson (Menken–Slater: Apáca Show, 2018)
- Raoul Nordling (Cyril Gely: Diplomácia, 2018)
- Színész (Nassim Soleimanpour: Fehér nyuszi, vörös nyuszi – 2019. május 1-jén)[21]
- Isten (David Javerbaum: Isteni végjáték, 2020)[22]
- Hendrik Höfgen (Klaus Mann regénye nyomán, Mikó Csaba és Kukk Zsófia átdolgozása alapján Urbán András és a társulat: Mefisztó, 2021)[23]
- Hans Christian Andersen  (Martin McDonagh: Nagyon,nagyon,nagyon sötét dolog , 2021)
- Howard Beale  ( Lee Hall - Paddy Chayefsky : NETWORK, 2022)
- Apa  (Urbán András- Ugrai István: A trianoni csata, 2022)
- Ebes Károly ( Charlie bácsi ) (Eisemann Mihály — Somogyi Gyula — Zágon István: Fekete Péter, 2023)
- Liliom (Molnár Ferenc: Liliom, 2023)
- Turai (Molnár Ferenc: Játék a kastélyban, 2024)

### Szinkron
- Lovagregény – Geoffrey Chaucer
- Teljes napfogyatkozás – Arthur Rimbaud
- Vészhelyzet – Noah Wyle (Dr. John Carter)
- A kárhozottak királynője – Stuart Townsend (Lestat)
- A 22-es csapdája (film)
- A kis Buddha
- A szilikonvölgy kalózai
- Az utolsó éjjel
- Az utolsó tánc
- A várva várt nagy kaland
- A veszett kutya
- Divatdiktátorok
- Egy apáca szerelme
- Életben maradtak
- Étkezde (Felnőtté válni)
- Gumiláb
- Gyilkosságból kitűnő
- Kutyába se veszlek
- Hozományvadászok
- Ice Baby
- Jóban Rosszban
- Comic strip – Képtelen képregény
- Következő megálló: Greenwich Village
- Lautrec
- Priscilla, a sivatag királynője
- Sárkányszív
- Segítség, hal lettem!
- Shop-stop
- Számító emberek
- Szerelmi fészek
- Titkok könyvtára 1. (A film két szinkronnal készült)
- Titkok könyvtára 2. (A film két szinkronnal készült)
- Viharszív
- A szupercsapat (2010) – Murdock
- Alkonyat – Újhold – Aro Volturi
- Alkonyat – Hajnalhasadás – Aro Volturi
- Éghasadás – Noah Wyle

## Rendezései
- Vas István – Illés Endre – Alföldi: Trisztán és Izolda (1995)
- Marsha Norman: Jó éjszakát, mama! (1995)
- Martin Sherman: Hajlam (1996)
- Jean Anouilh: Colombe (1996)
- Alföldi: A Phaedra-story (1997)
- Schiller: 
  - Haramiák/Banditák (1998)
  - Az orléans-i szűz (2002)
  - Stuart Mária (2005)
  - Don Carlos (2005, 2008)
  - Ármány és szerelem (2009)
- Shakespeare: 
  - A velencei kalmár (1998)
  - Vihar (1999)
  - Hamlet (2001, 2012)
  - Makrancos Kata (2001, 2016)
  - Macbeth (2001)
  - Szentivánéji álom (2001, 2006)
  - Rómeó és Júlia (2006)
  - The Merchant of Venice (Portland, 2004)
  - Téli rege (2014)
  - Julus Caesar (2014)
  - Lear király (2015)
- Beaumarchais: Figaro házassága (2000)
- Mark Ravenhill: Shopping and fucking (2002)
- Joe Masteroff–John Kander–Fred Ebb: Kabaré (2002)
- Charles Gounod: Faust (2003)
- Cyril Tourner: A bosszúálló tragédiája (2003)
- Alekszej Nyikolajevics Arbuzov: Kései találkozás (2003)
- Pier Paolo Pasolini: Holnap érkezem (2003)
- Simon–Coleman–Fields: Sweet Charity (2003)
- Verdi: 
  - Attila (2004)
  - Rigoletto (2011)
- Csehov: 
  - Sirály (1997, 2013)
  - Három nővér (2004)
  - Cseresznyéskert (2007)
  - Platonov (2014)
- Arthur Miller: Az ügynök halála (2004)
- Vörös Róbert: Sade márki 120 napja (2005)
- Eötvös Péter: Le balcon (2005)
- Bartók Béla: A kékszakállú herceg vára (2005)
- Kálmán Imre: Csárdáskirálynő (2005)
- Marc-Antoine Charpentier: Három bibliai történet (2005)
- Bertolt Brecht–Kurt Weill: Koldusopera (2006)
- Spiró György–Másik János: Ahogy tesszük (2007)
- Robert Ward: A salemi boszorkányok (2008)
- Euripidész: Oresztész (2008)
- Botho Strauß: A park (2009)
- Kacsóh Pongrác: János vitéz I–II. (2009)
- Tobias Picker: Emmeline (2009)
- Katona József: Bánk bán – junior (2009)
- Képzett társítások – AEGON-estek
- Závada Pál: Magyar ünnep (2010)
- Knut Vaage: Veslefrikk (2010)
- Martin Sperr: Vadászjelenetek Alsó-Bajorországból (2010)
- Madách Imre: Az ember tragédiája (2011)
- George Bernard Shaw: Szent Johanna (2011)
- John Osborne: Hazafit nekünk! (2012)
- William Mayer: Haláleset a családban (2012)
- Joe Masteroff–John Kander–Fred Ebb: Kabaré – A IV. éves színművész osztály vizsgaelőadása (2012)
- Klaus Mann: Mephisto (2013)
- Szörényi Levente–Bródy János: 
  - Kőműves Kelemen (2013)
  - István, a király (2013)
- Georg Büchner: Danton halála! (2013)
- Gerhart Hauptmann: Patkányok! (2013) – Újvidék
- Bartis Attila: Meine Mutter, Kleopatra! (2014)
- Christoph Willibald Gluck–Richard Strauss : Íphigeneia Tauriszban (2014)
- Jerry Herman–Harvey Fierstein: Az Őrült Nők Ketrece (2014)
- Émile Ajar: Előttem az élet – in memoriam Margitai Ági! (2015)
- Háy Gyula: Tiszazug (2015) – Bécs
- Joe Masteroff–John Kander–Fred Ebb: Kabaré (2015)
- Wolfgang Amadeus Mozart: A varázsfuvola (2015)
- Ionesco: Makbett (2015)
- Leonard Bernstein–Erich Kästner: Pán Pétert (2015) – Trier
- Molière: 
  - Tartuffe (2006, 2016)
  - A képzelt beteg (2016)
- Benjamin Britten: Albert Herring (2016) (München )[24]
- Eötvös Péter: Senza sangue (2016) – Avignon
- Christopher Marlow: II. Edward (2016)
- Wajdi Mouawad: Futótűz (2017)
- Euripidész: Médeia (2017) – Szöul
- Benjamin Jonson: Volpone, vagy a pénz komédiája (2017)
- Joseph Stein – Jerry Bock – Sheldon Harnick: Hegedűs a háztetőn (2017)
- Rainer Werner Fassbinder: A félelem megeszi a lelket  (2017)
- Lev Tolsztoj: A sötétség hatalma  (2017)
- Henrik Ibsen: Kísértetek (2018)
- P.B.Shelley: A Cenci-ház (2018)
- Arthur Miller: A salemi boszorkányok (2018)
- John Kander – Fred Ebb – Bob Fosse: Chicago (2018)
- Ödön von Horváth: Kasimir és Karoline (2019)
- Franz Xaver Kroetz: A vágy (2019)
- Harold Pinter: A gondnok (2019)
- Euripidész – Fodor Tamás: Elektra (2019)
- Mi történt Baby Jane-nel? (2019)
- Tracy Letts: A jegyzőkönyv (2020)
- Pierre-Augustin Caron de Beaumarchais: Figaro házassága (2020)
- Frivol (2021)
- Székely Csaba: Öröm és boldogság (2021)
- Bernstein – Sondheim: West side story (2021)
- Bíró Bence: magyartenger (2022)
- Székely Csaba: Mária országa (2022)
- Varsányi Anna: Az eprésző kislány (2022)
- Robert Icke: Az orvos (2023)
- Tena Štivičić: 3tél (2023)
- Arthur Miller: Az ügynök halála (2024)
- William Shakespeare: h.ml.t (2024)
- Wéber Kata: Egy nő anatómiája (2024)
- Tracy Letts: Augusztus Oklahomában (2024)

## Filmjei
| - Szerelem első vérig (1985) - Szerelem második vérig (1987) - Az utolsó nyáron (1990) - Erózió (1991) - Bukfenc (1992) - Prinzenbad (1993, német) - Pá, drágám (1994) - „Ilyen vagyok, ilyen…” (rendező, 1998) - Vadkörték (2002) - De kik azok a Lumnitzer nővérek? (2005) - 56 csepp vér (2006) - Noé bárkája (2007) - Nyugalom (rendező, 2007) - A pokol élővilága (2023) - Cicaverzum (2023) | - Napóleon (1989) - Az öreg gavallér (1989) - Síremlék (1990) - Rizikó (1993) - X polgártárs (1994) - Salamon (1996) - Aranyoskáim (1996) - Vadkörték (2003) - Micimackó (A Nagy Könyv; rendező, szereplő, 2005) - Kire ütött ez a gyerek (forgatókönyv – 2007) - Géniusz, az alkimista (szereplő – 2010) - A hentes (szereplő – 2021) - A Király (szereplő – 2023) |  |

## Önálló kiállításai
- Art Café – Budapest, 1999
- Ferihegyi Repülőtéri V.I.P. Galéria – Budapest, 1999
- Terra Galéria – Budapest, 2000
- Fonyód, Gimnázium – 2000
- Atryum Hyatt Galéria – Budapest, 2000, 2001, 2002
- „Dívák” – Galéria XXI. (Bali Sándorral) 2001
- Schmidt Galéria – Budapest, 2002
- Bank Center – Budapest, 2002, 2004
- Martino Galéria – Budapest
- Café Les Deux Magots – Párizs, 2002
- Lámpás Étterem – Zsámbék, 2003
- Galamb Galéria – Budapest, 2003
- Abádszalók, 2003
- Karinthy Szalon – Budapest, 2004
- Zsidó Fesztivál – Budapest, 2004
- Sofitel – Budapest, 2004
- Vörös Szalon, Opera – Budapest, 2005
- Forrás Galéria – Budapest, 2007
- Central Galéria, Átrium – Budapest, 2017
- Platz Galéria, Révkomárom - 2023

## Cd-k és hangoskönyvek
- Vámos Miklós: Apák könyve
- Esterházy Péter: Hasnyálmirigynapló
- Móricz Zsigmond: Légy jó mindhalálig
- Antoine de Saint-Exupéry – A kis herceg
- Alan Alexander Milne – Micimackó
- Az vagy nekem...
- Esterházy Péter: Hasnyálmirigynapló
- Tűz és víz – Pilinszky János versei – Hangoskönyv (Alföldi Róbert előadásában)

## Kötetek
- Festmények és szövegek; Hanga, Bp., 2002
- Magánügy; riporter Csáki Judit; Libri, Bp., 2015
- A múlt szabadsága. Válogatás Alföldi Róbert fotógyűjteményéből. Neoavantgárd fotóművészet Magyarországon az 1960-as évektől napjainkig; szerk. Kolozsváry Marianna; ARTneo–Magyar Fotográfusok Háza-Mai Manó Ház, Bp., 2016 (angolul is)
- Csáki Judit: Alföldi – Rajtam nem múlt; Open Books, Bp., 2023
- Alföldi Róbert : Főszerepben - 24 színészinterjú, 21. Század Kiadó,  2024

## Díjai, elismerései
- Népköztársaság Ösztöndíj – Színház- és Filmművészeti Egyetem (1990)
- Latinovits Zoltán-díj (1991)
- Roboz Imre-díj (1994)
- Jászai Mari-díj (1995)
- Hegedűs Gyula-emlékgyűrű (1996)
- Pro Future-díj (1996)
- Rádió színészi-díj (1997)
- A Fővárosi Önkormányzat Legjobb Rendezés Díja és a Kritikusok Díja a Velencei kalmárért (1998)
- Rádió Rendezői díj (1998, 1999)
- Ajtay Andor-emlékdíj (1999)
- Ruttkai Éva-emlékdíj (1999)
- Karácsonkő, Nemzetközi Színházi Fesztivál, megosztott Fődíj (2000)
- Súgó Csiga díj (2001, 2003, 2005)
- Déri János-díj (2001)[25]
- Hangjáték 2000 díj (2001)
- Őze Lajos-díj (2001)
- Dömötör-díj (2002, 2003, 2016)
- Beau Monde Ezüst Tükör-díj (2002)
- MEZZO komolyzenei csatorna – A hónap operája: Gounod: Faust (2003)
- Közéleti díj (2007)
- Janikovszky Éva-díj (2007)
- Pro Cultura Urbis-díj (2007)
- A Magyar Köztársasági Érdemrend tisztikeresztje (2007)
- MEZZO Operaverseny és Fesztivál – a legjobb produkció díja Robert Ward A salemi boszorkányok c. operájának színreviteléért (2008)
- Kultúra-díj – budapesti Román Kulturális Intézet (2009)
- Hevesi Sándor-díj (2010)
- Fővárosi Színházi díj a Nemzeti Színház megújításáért (2010)
- Színikritikusok különdíja a Nemzeti Színház megújításáért (2010)
- Armel Operaverseny és Fesztivál – a legjobb produkció közönségdíja az ARTE Televízió nézőinek szavazata alapján Knut Vaage Veslefrikk c. operájának színreviteléért (2010)
- POSZT fődíj (2011) – Martin Sperr: Vadászjelenetek Alsó-Bajorországból
- POSZT közönségdíj (2011) – Martin Sperr: Vadászjelenetek Alsó-Bajorországból
- Armel Operaverseny és Fesztivál – a legjobb produkció díja William Mayer Haláleset a családban c. operájának színreviteléért (2012)
- Szeged Aranyérme (2013)
- Magyar Toleranciadíj (2013)
- Radnóti Miklós antirasszista díj (2014)[26]
- Armel Operaverseny és Fesztivál – a legjobb produkció díja. Wolfgang Amadeus Mozart A varázsfuvola című operája színreviteléért (2015)
- Armel Operaverseny és Fesztivál – Arte tv közönségdíja Wolfgang Amadeus Mozart A varázsfuvola című operája színreviteléért (2015)
- Dömötör-díj ( Szeged ) – legjobb rendező díja Wolfgang Amadeus Mozart A varázsfuvola című operája színreviteléért (2016)
- Armel Operaverseny és Fesztivál – a legjobb produkció díja Eötvös Péter Senza Sangue / Vértelenül című operája színreviteléért (2016)
- Comet 2016 – Életműdíj (2016)
- Armel Operaverseny és Fesztivál – Arte tv közönségdíja Rufus Wainwright Prima Donna című operája színreviteléért (2017)
- Budapest XIII. kerület díszpolgára (2019)
- Dömötör-díj (2022)
- Örökös tag a Halhatatlanok Társulatában (2022)[27]
- Iglódi István-emlékgyűrű (2024)